# 梅斯圍城戰 (1552年)
梅斯圍城戰 （法語：Siège de Metz）是指1552年西班牙和法國在義大利戰爭的一次戰役，從1552年10月19日到1553年1月2日，這期間神聖羅馬帝國皇帝查理五世親自率領軍隊約六萬人包圍法國北部重鎮梅斯，當時該城剛剛被法國國王亨利二世佔領，留下3400人防守。
帝國先鋒部隊在阿爾瓦公爵的指揮下開始砲轟梅斯的防禦工事，以及挖掘地道攻堅，但效果甚微。帝國軍中多數士兵染上斑疹傷寒，疾病、飢餓和寒冷讓許多士兵開始逃亡。1552年12月查理五世下令直接攻城，仍被守將吉斯公爵弗朗索瓦擊退，加上法國援軍的來到，最終被迫解除包圍。這場圍城戰讓查理五世損失三萬多人，也讓吉斯公爵贏得名將的讚譽。